# Capilla de San Antonio (Cali)
La Capilla de San Antonio es de tipo barroco, se encuentra ubicada en la Colina de San Antonio en Santiago de Cali, Colombia.
En el siglo XVll, Santiago de Cali tenía menos de 5.000 habitantes.
En la colina de San Antonio existía una capilla dedicada a San Antonio de Padua, en el año 1742, José de Alegría vio la necesidad de crear una viceparroquia en la colina.
Después, Juan de Orejuela había donado 1000 patacones, cuando murió, empezó el trabajo de la iglesia, se pudo construir gracias a Juan Francisco Garcés de Aguilar, quien donó el terreno en 1746, el cual se amplió después de 40 años.
Con la donación que hizo su nuera Antonia Josefa Vallecillos y Salazar, esposa de su hijo Juan Antonio Garcés de Aguilar y Saa.
La iglesia empezó a construirse en 1746 y fue erigida en 1747.

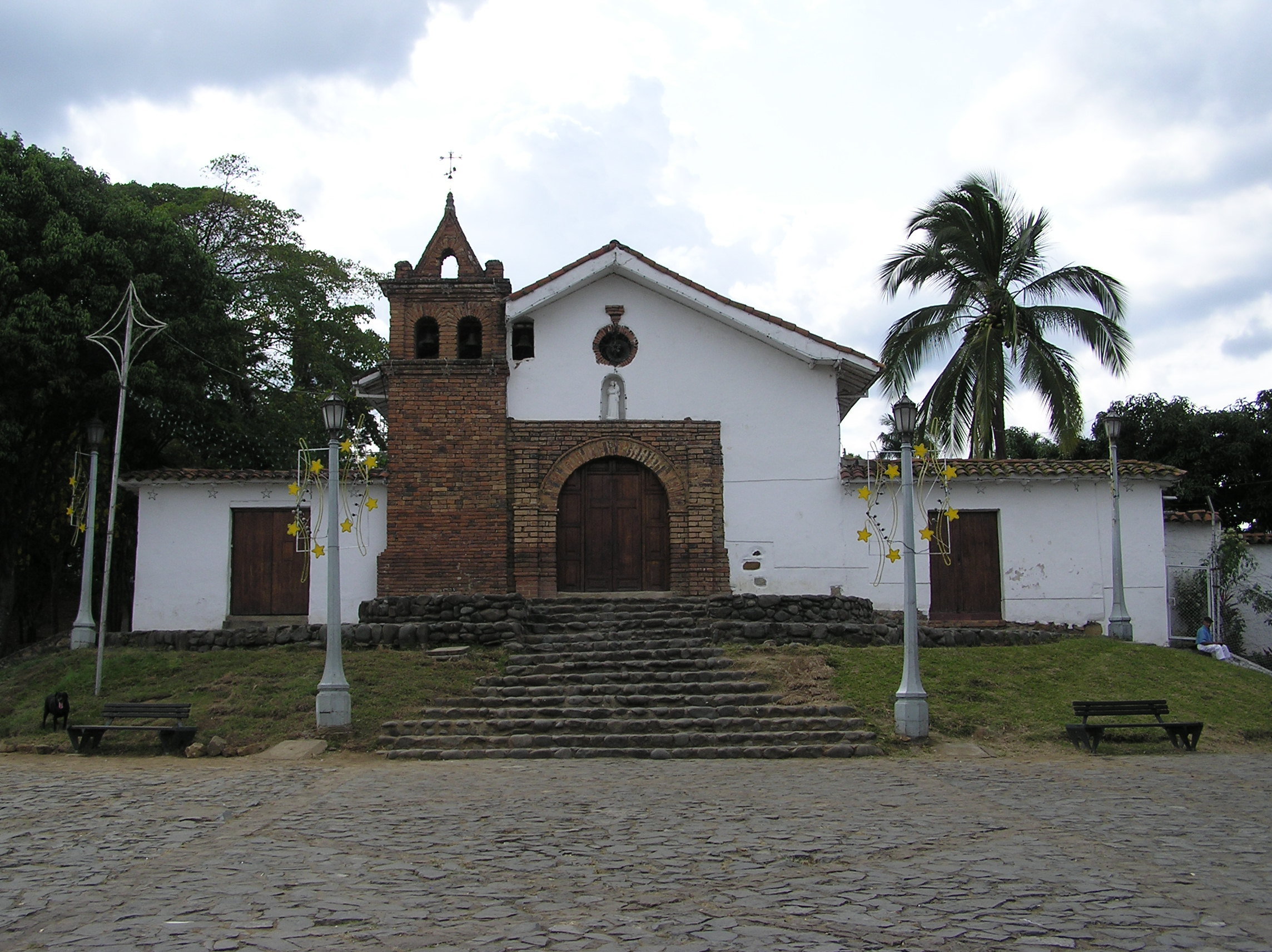
Capilla de San Antonio.

## Historia
A mediados del siglo XVIII, la ciudad de Santiago de Cali, tenía menos de 5000 habitantes, extendiéndose hasta la colina de San Antonio.
En la iglesia matriz de San Pedro existía una capilla dedicada a San Antonio de Padua, la cual era frecuentada por los fieles en la misa los domingos y días festivos. En el año 1742, ante las dificultades que enfrentaban los fieles para asistir a la misa en la iglesia matriz, el párroco José de Alegría vio la necesidad de crear una viceparroquia en la Colina de San Antonio.

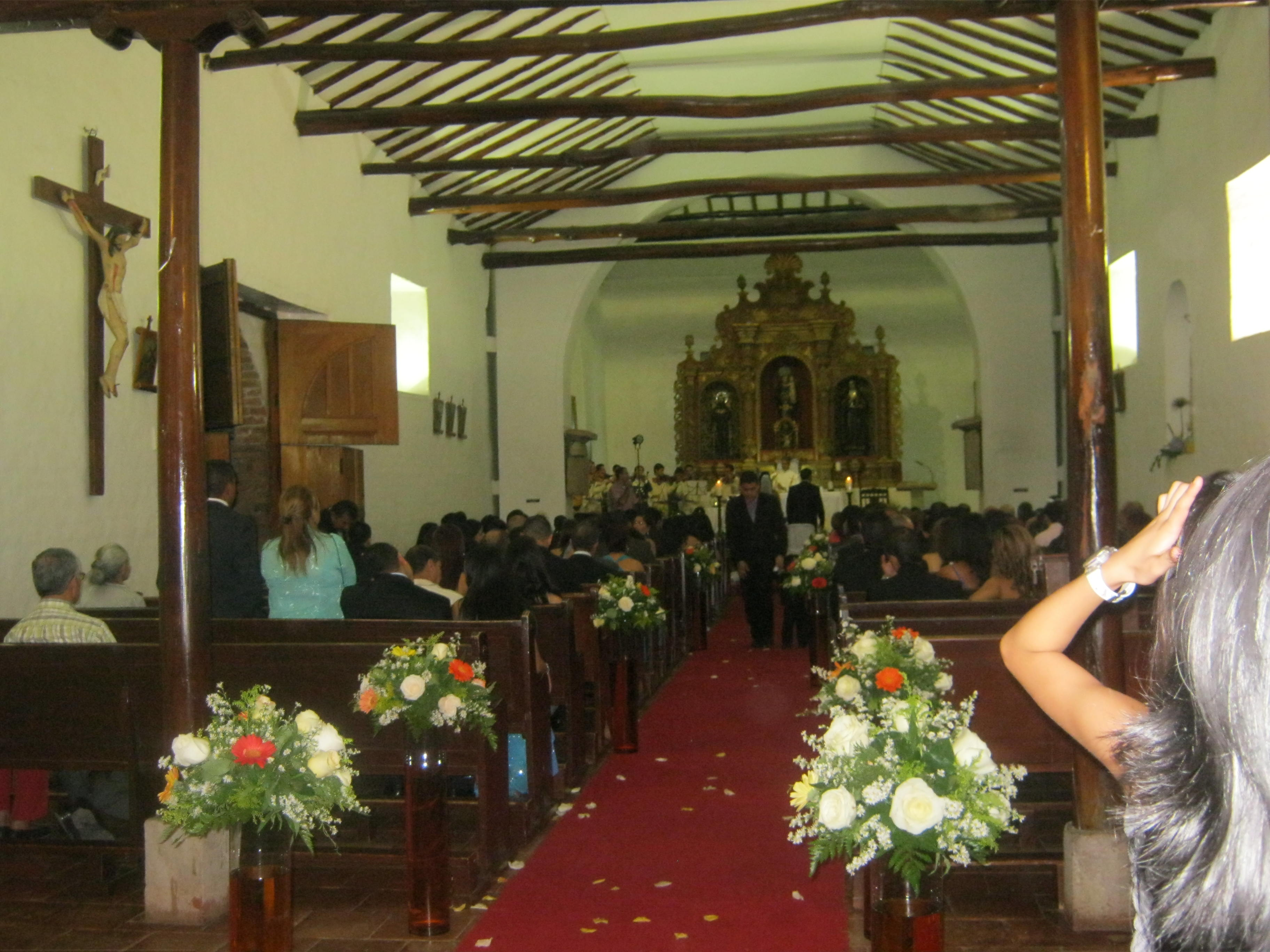
Interior de la Capilla.

Con la donación de 1000 patacones del español Juan de Orejuela después de su muerte, se empezó el proyecto de construcción de la iglesia en la colina, esto fue posible gracias a un terreno donado por Juan Francisco Garcés de Aguilar en 1746 y que fue ampliado 40 años más tarde con la donación que hizo su nuera Antonia Josefa Vallecilla y Salazar, esposa de su hijo Juan Antonio Garcés de Aguilar y Saa. La iglesia empezó a construir y fue erigida en 1747.
En 1786 se sabe por referencias históricas que la capilla contaba con una efigie de San Antonio en el nicho central, a la derecha una imagen de Nuestra Señora de Belén y a la izquierda una imagen de San Joaquín y de Santa Ana. En este año la capilla fue reedificada por primera vez y posteriormente en 1803. En 1944 para celebrar sus 200 años, se realizó una restauración.

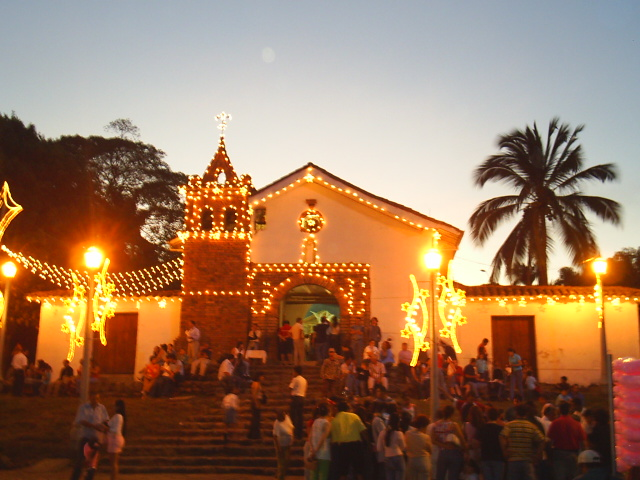
Iglesia de San Antonio durante una festividad.

## Arquitectura
Las gradas del presbítero y la balaustrada son curvadas al estilo barroco. En la portada de ladrillo el arco de ingreso es de medio punto y flanqueado por pilastras. La espadaña de tres cuerpos está edificada completamente en ladrillo; en el segundo cuerpo las campanas están en dos vanos de medio punto de estilo tradicional almohade. El remate es un frontispicio triangular relativamente agudo con dos búcaros, originalmente coronado por un aditamento cerámico (ausente en nuestros días).